# Irene Erfen
Irene Erfen, geborene Irene Hänsch (* 1954 in Köln) ist eine deutsche Germanistin und Privatdozentin für Ältere Deutsche Sprache und Literatur an der Universität Greifswald.

## Leben
Erfen studierte von 1973 bis 1979 Germanistik, Katholische Theologie, Gräzistik und Philosophie an der Universität Köln und an der Freien Universität Berlin als Stipendiatin des Cusanuswerks. Dort wurde sie 1979 mit der Arbeit Heinrich Steinhöwels Übersetzungskommentare in ‚De claris mulieribus‘ und ‚Äsop‘. Ein Beitrag zur Geschichte der Übersetzung promoviert.
Von 1979 bis 1990 war sie wissenschaftliche Mitarbeiterin und Hochschulassistentin an der FU Berlin, wo sie sich 1994 mit der Arbeit Mythologeme des Weiblichen. Beobachtungen aus dem Bestiarium feminarum gesammelt aus Novellen, Briefen und Bildern des Späten Mittelalters habilitierte. Seit 1990 ist sie Akademische Oberrätin am Institut für Deutsche Philologie in Greifswald.

## Forschung
Irene Erfen gilt als Spezialistin für die kulturellen Randphasen des Mittelalters und für Mittelalterrezeption. 2002 hat sie eine komplette Einführung in ihr Fachgebiet vorgelegt.

## Schriften
- (unter dem Namen Irene Hänsch:) Heinrich Steinhöwels Übersetzungskommentare in „De claris mulieribus“ und „Äsop“. Kümmerle, Göppingen 1981, ISBN 3-87452-478-7.
- Sprachspiel und Lachkultur. Beiträge zur Literatur- und Sprachgeschichte: Rolf Bräuer zum 60. Geburtstag. Hrsg. von Angela Bader, Annemarie Eder, Irene Erfen, Ulrich Müller. Heinz, Stuttgart 1994 (= Stuttgarter Arbeiten zur Germanistik 300).
- Giovanni Boccaccio: De claris mulieribus/Die großen Frauen. Lateinisch/Deutsch. Ausgewählt, übersetzt und kommentiert von Irene Erfen, Peter Schmitt. Reclam, Stuttgart 1995, ISBN 3-15-009341-4.
- Schätze der Schwarzen Kunst. Wiegendrucke in Greifswald. Temmen, Rostock 1997, ISBN 3-86108-533-X.
- „… der Welt noch den Tannhäuser schuldig.“ Richard Wagner: Tannhäuser oder der Sängerkrieg auf Wartburg. Hrsg. von Irene Erfen in Zusammenarbeit mit der Wartburg-Stiftung Eisenach. Schnell & Steiner, Regensburg 1999, ISBN 3-7954-1235-8.
- Fremdheit und Reisen im Mittelalter. Stuttgart 1997 (Hrsg. mit Karl-Heinz Spieß), ISBN 3-515-06904-6.
- Einführung in die germanistische Mediävistik. Metzler, Stuttgart 2002, ISBN 3-476-10343-9.